# Khu vườn bí mật
Secret Garden (Hangul: 시크릿 가든) là 2010 Nam bộ phim truyền hình Hàn Quốc, với sự tham gia của Ha Ji-won, Hyun Bin, Yoon Sang-hyun, Kim Sa-rang, Lee Jong-suk và Yoo In-na. Đã được phát sóng trên kênh SBS từ ngày 13 tháng 11 năm 2010 đến 16 Tháng 1 năm 2011. Nó đã giành một số giải thưởng tại lễ trao giải của đài SBS và Paeksang Arts 47 giải thưởng trong năm 2011.

## Nội dung
Bộ phim kể về câu chuyện của Gil Ra Im (Ha Ji-won), một stuntwoman nghèo và khiêm nhường mà vẻ đẹp và cơ thể là đối tượng của sự ghen tị giữa các diễn viên hàng đầu, và Kim Joo Won (Hyun Bin), một CEO kiêu ngạo và lập dị, những người duy trìhình ảnh của sự hoàn hảo dường như. Cuộc gặp gỡ tình cờ của họ, khi Joo Won sai lầm Ra Im cho nữ diễn viên Park Chae Rin, đánh dấu sự khởi đầu của một căng thẳng, cãi nhau mối quan hệ, thông qua đó Joo Won cố gắng che giấu một điểm thu hút ngày càng tăng Ra Im rằng cả hai bối rối và quấy rầy anh. Những vấn đề phức tạp hơn nữa, một chuỗi kết quả của các sự kiện trong họ trao đổi cơ thể kỳ lạ.

## Diễn viên

### Diễn viên chính
- Hyun Bin vai Kim Joo Won
- Ha Ji Won vai Gil Ra Im
- Yoon Sang Hyun vai Choi Woo Young / Oska
- Hoa hậu Hàn Quốc 2000 Kim Sa Rang vai Yoon Seul
- Lee Jong-suk vai Han Tae Sun
- Yoo In-na vai Im Ah Young
- Lee Philip vai Giám đốc Im Jong Soo
- Kim Ji Sook vai Moon Yeon Hong
- Park Joon Geum vai Moon Boon Hong
- Kim Sung-oh (김성오) vai Thư ký Kim

### Diễn viên phụ
- Choi Yoon-so vai Kim Hee-won
- Kim Sung-kyum vai Moon Chang-soo
- Lee Byung-joon vai Park Bong-ho
- Sung Byung-sook vai Park Bong-hee
- Yoon Gi-won vai Choi Dong-kyu
- Kim Gun vai Yoo Jong-heon
- Yoo Seo-jin vai Lee Ji-hyun
- Jang Seo-won vai Hwang Jung-hwan
- Jung In-gi vai cha của Ra-im
- Baek Seung-hee vai Park Chae-rin
- Kim Dong-gyoon vai giám độc
- Kim Mi-kyung vai chủ nhà trọ
- Nam Hyun-joo vai giám đốc Nam
- Kim Sung-hoon
- Kang Chan-yang
- Min Joon-hyun vai smoking man
- Heo Tae-hee vai khách thô lỗ trong buổi tiệc
- Song Yoon-ah vai chính cô (khách mời)
- Beige (khách mời)
- Lee Joon-hyuk vai chính anh (khách mời, tập 8)
- Baek Ji-young vai chính cô (khách mời, tập 13)
- Son Ye-jin vai chính cô (khách mời, tập 20)

## Nhạc phim
| 1. That Woman - Baek Ji-young 2. You Are My Spring - Sung Si-kyung 3. Reason - 4MEN 4. Here I Am - 4MEN & Mi 5. Appear - Kim Bum-soo 6. One Woman - BeBe Mignon 7. I Can't - Mi 8. Scar - BOIS 9. Appear (Ballad ver.) - Yoari 10. You Are My Everything – Jung Ha-yoon 11. Here I Am (Piano ver.) – Mi 12. That Man - Baek Ji-young | 1. That Man - Hyun Bin 2. Tears Stains - Yoon Sang-hyun 3. Liar - Yoon Sang-hyun 4. Gazing – Yoon Sang-hyun 5. Here I Am (Drama ver.) – Yoon Sang-hyun 6. Fairy Tale (Inst.) - Yiruma 7. Main Title 8. Lovely Oscar 9. Guardian Angel 10. Mystery Garden 11. Love Potion 12. My Darling Lime 13. Confusion 14. My Daddy 15. Virgin Love 16. Secret Garden |

## Đánh giá
| Tập #      | Ngày chiếu tại Hàn Quốc | Thị phần khán giả bình quân | Thị phần khán giả bình quân | Thị phần khán giả bình quân | Thị phần khán giả bình quân |
| Tập #      | Ngày chiếu tại Hàn Quốc | TNmS Ratings                | TNmS Ratings                | AGB Nielsen                 | AGB Nielsen                 |
| Tập #      | Ngày chiếu tại Hàn Quốc | Toàn quốc                   | Vùng thủ đô Seoul           | Toàn quốc                   | Vùng thủ đô Seoul           |
| ---------- | ----------------------- | --------------------------- | --------------------------- | --------------------------- | --------------------------- |
| 1          | 13 tháng 11 năm 2010    | 16.1%                       | 16.5%                       | 17.2%                       | 18.3%                       |
| 2          | 14 tháng 11 năm 2010    | 15.0%                       | 15.6%                       | 14.8%                       | 16.0%                       |
| 3          | 20 tháng 11 năm 2010    | 17.9%                       | 18.9%                       | 18.2%                       | 19.8%                       |
| 4          | 21 tháng 11 năm 2010    | 20.0%                       | 20.8%                       | 21.5%                       | 24.1%                       |
| 5          | 27 tháng 11 năm 2010    | 25.4%                       | 26.3%                       | 23.6%                       | 25.5%                       |
| 6          | 28 tháng 11 năm 2010    | 25.2%                       | 25.6%                       | 20.9%                       | 22.9%                       |
| 7          | 4 tháng 12 năm 2010     | 24.2%                       | 24.7%                       | 22.2%                       | 24.1%                       |
| 8          | 5 tháng 12 năm 2010     | 24.6%                       | 24.8%                       | 22.3%                       | 24.3%                       |
| 9          | 11 tháng 12 năm 2010    | 27.0%                       | 27.8%                       | 24.7%                       | 27.0%                       |
| 10         | 12 tháng 12 năm 2010    | 28.0%                       | 28.7%                       | 25.1%                       | 27.5%                       |
| 11         | 18 tháng 12 năm 2010    | 27.0%                       | 28.2%                       | 23.7%                       | 25.3%                       |
| 12         | 19 tháng 12 năm 2010    | 28.2%                       | 29.2%                       | 24.7%                       | 27.3%                       |
| 13         | 25 tháng 12 năm 2010    | 24.4%                       | 25.0%                       | 22.1%                       | 23.3%                       |
| 14         | 26 tháng 12 năm 2010    | 26.5%                       | 27.1%                       | 24.1%                       | 26.1%                       |
| 15         | 1 tháng 1 năm 2011      | 23.0%                       | 29.3%                       | 26.6%                       | 29.5%                       |
| 16         | 2 tháng 1 năm 2011      | 23.9%                       | 29.9%                       | 26.9%                       | 29.9%                       |
| 17         | 8 tháng 1 năm 2011      | 23.8%                       | 30.0%                       | 28.1%                       | 30.5%                       |
| 18         | 9 tháng 1 năm 2011      | 27.4%                       | 34.1%                       | 30.6%                       | 33.0%                       |
| 19         | 15 tháng 1 năm 2011     | 29.1%                       | 35.0%                       | 33.0%                       | 35.3%                       |
| 20         | 16 tháng 1 năm 2011     | 31.4%                       | 38.6%                       | 35.2%                       | 37.9%                       |
| Trung bình | Trung bình              | 24.4%                       | 26.8%                       | 24.3%                       | 26.9%                       |

## Giải thưởng

##### Giải SBS Drama - 2010
- Nam diễn viên xuất sắc hàng đầu - (Drama Special) - Hyun Bin
- Nữ diễn viên xuất sắc hàng đầu (Drama Special) - Ha Ji Won
- Netizen Popularity Award (Kịch)
- Netizen Popularity Award - Ha Ji Won và Hyun Bin
- Cặp đôi đẹp nhất - Ha Ji Won và Hyun Bin
- Top 10 Sao - Ha Ji Won và Hyun Bin

##### Giải Baeksang Arts lần thứ 47
- Giải thưởng xuất sắc nhất Daesang - Diễn viên của năm - Hyun Bin
- Bộ phim truyền hình xuất sắc nhất - Best drama
- Nữ diễn viên mới xuất sắc nhất - Yoo In-na
- Biên kịch xuất sắc nhất (Kim Eun-Suk)

##### Giải Seoul International Drama lần thứ 6
- Đạo diễn bộ phim truyền hình xuất sắc nhất: Shin Woo-chul
- Biên kịch bộ phim truyền hình xuất sắc nhất: Kim Eun-sook
- Soundtrack bộ phim truyền hình tốt nhất: Baek Ji-young "That Woman"